# Roman Cieślak
Roman Sławomir Cieślak – polski psycholog, profesor nauk społecznych, profesor nadzwyczajny Uniwersytetu SWPS w Warszawie i jego rektor od 2016 roku.

## Życiorys
W 2010 na podstawie dorobku naukowego oraz rozprawy pt. Psychospołeczne i osobowościowe wyznaczniki dobrostanu i reakcji na stres uzyskał na Wydziale Psychologii Szkoły Wyższej Psychologii Społecznej w Warszawie stopień doktora habilitowanego nauk humanistycznych w zakresie psychologii. W 2018 prezydent RP Andrzej Duda nadał mu tytuł profesora nauk społecznych.
W kadencji był 2012–2016 prorektorem Uniwersytetu SWPS do spraw naukowych.
W 2016 został rektorem Uniwersytetu SWPS, będąc następcą na tym stanowisku prof. Andrzeja Eliasza.

## Działalność naukowa
Prof. Roman Cieślak jest psychologiem, zajmuje się sposobami radzenia sobie ze stresem zawodowym, wypaleniem zawodowym oraz z traumatycznymi wydarzeniami. Jego badania pokazują, w jakich okolicznościach spostrzegana możliwość uzyskania pomocy od innych ludzi redukuje negatywne skutki stresu w pracy i zapobiega wypaleniu zawodowemu. Dowodzą także, że przekonania o własnej skuteczności pozwalają przewidzieć, jakie będą psychologiczne konsekwencje stresu. Wraz z kierowanym przez niego zespołem StresLab, zajmuje się tworzeniem i oceną efektywności internetowych interwencji psychologicznych dotyczących np. radzenia sobie z depresją i stresem.
Od 2007 roku współpracuje z Trauma, Health and Hazards Centre (THHC) na University of Colorado w Colorado Springs, gdzie odbył staż podoktorski, a następnie pełnił funkcję dyrektora do spraw badań, a obecnie konsultanta na stanowisku Associate Professor Adjoint. Oba zespoły (StresLab i THHC) współpracują, prowadząc wspólne projekty badawcze i publikacyjne.

## Publikacje
Jest autorem kilkudziesięciu publikacji w cenionych czasopismach naukowych (m.in. „Journal of Consulting and Clinical Psychology”, „Behaviour Research and Therapy”, „Journal of Vocational Behavior”, „Journal of Nervous and Mental Disease”, „Military Psychology”, „PLoS ONE”, „Journal of Clinical Psychology”). Kierował projektami badawczymi finansowanymi przez Komisję Europejską, Narodowe Centrum Nauki i Narodowe Centrum Badań i Rozwoju. Jest członkiem Zarządu European Society for Traumatic Stress Studies (ESTSS) i European Society for Research on Internet Interventions (ESRII) oraz rad redakcyjnych takich czasopism, jak: „Stress and Health”, „Anxiety, Stress & Coping”.